# Róbert Bezák
Róbert Bezák, né le 1er mars 1960  à Handlová (Slovaquie), est un prêtre catholique slovaque, membre de la congrégation des rédemptoristes. Supérieur religieux et professeur de théologie il est archevêque de Trnava de 2009 à 2012.

## Biographie

### Formation et premières années
Róbert Bezák est scolarisé à Handlová puis au lycée à Prievidza. Il étudie la théologie à l'université Comenius de Bratislava. Choisissant la vie religieuse il entre clandestinement chez les rédemptoristes et prononce ses vœux perpétuels en 1983. Le 17 juin 1984, il est ordonné prêtre à Banská Bystrica et est nommé dans une paroisse de Brezno. Après son service militaire, il est affecté jusqu'en 1990 dans diverses paroisses à Detva, Žiar nad Hronom, Sklené Teplice et Tužina.
Il reprend ensuite des études (de 1990 à 1993) en théologie morale à l'Académie alphonsienne de l'Université pontificale du Latran à Rome.
À son retour en Slovaquie, il est de 1993 à 2005 vice-provincial des Rédemptoristes dans la nouvelle République slovaque. il est en outre de 1996 à 2002 président de la Conférence des supérieurs majeurs des ordres religieux de Slovaquie. Parallèlement il est chargé de cours notamment à l'institut de théologie du séminaire de Badín (Kňažský seminár sv. Františka Xaverského) puis à l'université de Trnava.

### Archevêque de Trnava
En 2009 il est nommé archevêque de Trnava pour succéder à Mgr Sokol (en), en place depuis 1988, atteint par la limite d'âge.
Son limogeage à la fin du pontificat de Benoît XVI en 2012 suscite un large mouvement de protestation parmi les fidèles. Selon la radio publique slovaque, une enquête du Saint-Siège aurait révélé des cas d’ordinations non conformes au droit canon : Mgr Bezák aurait procédé à l’ordination sacerdotale de candidats n'ayant pas obtenu de dimissoire de leur propre évêque diocésain ou du supérieur de leur ordre. Beaucoup de fidèles soupçonnent la hiérarchie de l'Église catholique de craindre les conséquences de la remise en ordre engagée par Mgr Bezák des finances de l'archidiocèse au vu des irrégularités financières et des libéralités en faveur des proches de son prédécesseur Mgr Sokol (en), déjà en place à l'époque communiste. Après une prise de parole sur une chaîne de télévision privée, il reçoit en 2013 l'ordre de ne plus s'exprimer dans les médias.
En décembre 2013, Róbert Bezák quitte la Slovaquie pour s'installer temporairement au monastère rédemptoriste de la ville italienne de Bussolengo près de Vérone.
Rentré dans son pays natal en 2007, il devient professeur de religion et d'éthique dans un lycée bilingue de Bratislava (sk) fondé par une église évangélique (Cirkev bratská (sk)).